# Terence Blanchard
Terence Blanchard (ur. 13 marca 1962 w Nowym Orleanie w stanie Luizjana) – amerykański trębacz jazzowy, pianista i kompozytor muzyki filmowej, laureat Grammy oraz NEA Jazz Masters Award 2024.

Terence Blanchard odebrał gruntowne klasyczne wykształcenie: od wczesnego dzieciństwa śpiewał w chórach (jest synem śpiewaka operowego), w wieku pięciu lat uczył się gry na fortepianie, kiedy miał osiem lat zaczął uczyć się gry na trąbce, a od 15 roku życia pobierał lekcje kompozycji w New Orleans Center of Creative Arts u Ellisa Marsalisa. Oprócz tego gry na trąbce uczył się u trębacza jazzowgo Paula Jeffreya i trębacza klasycznego Billa Fieldera na Rutgers University w New Jersey w latach 1980–1982. Od 1980 do 1982 grał w big-bandzie Lionela Hamptona, a od 1982 do 1986 był członkiem Art Blakey’s Jazz Messengers.
Kariera solowa Blancharda rozpoczęła się w roku 1990, kiedy to założył Terence Blanchard Quintet.

## Muzyka filmowa
Jako kompozytor muzyki filmowej często współpracował ze Spikiem Lee. Tworzył muzykę do 18 jego filmów, m.in. Malaria (1991), Malcolm X (1992), Crooklyn (1994), Ślepy zaułek (Clockers) (1995), Mordercze lato (Summer of Sam) (1999), Wykiwani (2000), 25 godzina (2002), Ona mnie nienawidzi (2004), Plan doskonały (2006), Cud w wiosce Santa Anna (2008), Chi-Raq (2015), Czarne bractwo. BlacKkKlansman (2018), Pięciu braci (Da 5 Bloods) (2020). Komponował także muzykę do innych filmów, takich jak Magia Batistów (Eve’s Bayou) (1997), Eskadra „Czerwone ogony” (Red Tails) (2012), Harriet (2019), Pewnej nocy w Miami... (One Night in Miami...) (2020), Królowa Wojownik (The Woman King) (2022). W roku 2002 nominowany do Złotego Globu za muzykę do 25 godziny.

## Muzyka operowa
Skomponował dwie opery: Champion (premiera w 2013) i Fire shut up in my bones (premiera w 2021).

## Dyskografia
| Rok  | Tytuł albumu                                   | Wydawca        |
| ---- | ---------------------------------------------- | -------------- |
| 1984 | New York Second Line (jako Harrison/Blanchard) | Concord        |
| 1986 | Discernment (jako Harrison/Blanchard)          | Concord        |
| 1986 | Nascence (jako Harrison/Blanchard)             | Columbia       |
| 1987 | Crystal Stair (jako Harrison/Blanchard)        | Columbia       |
| 1988 | Black Pearl (jako Harrison/Blanchard)          | Columbia       |
| 1991 | Terence Blanchard                              | Columbia       |
| 1992 | Simply Stated                                  | Columbia       |
| 1993 | The Malcolm X Jazz Suite                       | Columbia       |
| 1994 | In My Solitude: The Billie Holiday Songbook    | Columbia       |
| 1995 | Romantic Defiance                              | Columbia       |
| 1996 | The Heart Speaks                               | Columbia       |
| 1999 | Jazz In Film                                   | Sony Classical |
| 2000 | Wandering Moon                                 | Sony Classical |
| 2001 | Let’s Get Lost                                 | Sony Classical |
| 2003 | Bounce                                         | Blue Note      |
| 2005 | Flow                                           | Blue Note      |
| 2007 | A Tale of God's Will (A Requiem for Katrina)   | Blue Note      |
| 2009 | Choices                                        | Concord        |
| 2011 | Chano y Dizzy! (with Poncho Sanchez)           | Concord        |
| 2013 | Magnetic                                       | Blue Note      |
| 2015 | Breathless (feat. The E-Collective)            | Blue Note      |
| 2017 | Live (feat. The E-Collective)                  | Blue Note      |
| 2021 | Absence (feat. The E-Collective)               | Blue Note      |

Źródło: Album of the Year.

## Filmografia
| Rok  | Tytuł                                          | Reżyser                  | Uwagi             |
| ---- | ---------------------------------------------- | ------------------------ | ----------------- |
| 1991 | Malaria (Jungle Fever)                         | Spike Lee                |                   |
| 1992 | Malcolm X                                      | Spike Lee                |                   |
| 1994 | Sugar Hill                                     | Leon Ichaso              |                   |
| 1994 | Trial by Jury                                  | Heywood Gould            |                   |
| 1994 | The Inkwell                                    | Matty Rich               |                   |
| 1994 | Crooklyn                                       | Spike Lee                |                   |
| 1995 | Ślepy zaułek (Clockers)                        | Spike Lee                |                   |
| 1996 | Autobus (Get on the Bus)                       | Spike Lee                |                   |
| 1997 | Magia Batistów (Eve’s Bayou)                   | Kasi Lemmons             |                   |
| 1997 | Dopóki tam byłaś ('Til There Was You)          | Scott Winant             |                   |
| 1997 | Cztery małe dziewczynki (4 Little Girls)       | Spike Lee                | film dokumentalny |
| 1998 | Gia                                            | Michael Cristofer        |                   |
| 1999 | Mordercze lato (Summer of Sam)                 | Spike Lee                |                   |
| 2000 | Miłość i koszykówka (Love & Basketball)        | Gina Prince-Bythewood    |                   |
| 2000 | Następny piątek (Next Friday)                  | Steve Carr               |                   |
| 2000 | Wykiwani (Bamboozled)                          | Spike Lee                |                   |
| 2001 | Tajemnicza zbrodnia (The Caveman’s Valentine)  | Kasi Lemmons             |                   |
| 2001 | Grzeszna miłość (Original Sin)                 | Michael Cristofer        |                   |
| 2001 | Glitter                                        | Vondie Curtis-Hall       |                   |
| 2002 | Barbershop                                     | Tim Story                |                   |
| 2002 | Dark Blue                                      | Ron Shelton              |                   |
| 2002 | 25. godzina                                    | Spike Lee                |                   |
| 2002 | Ludzie, których znam (People I Know)           | Daniel Algrant           |                   |
| 2004 | Ona mnie nienawidzi (She Hate Me)              | Spike Lee                |                   |
| 2006 | Plan doskonały (Inside Man)                    | Spike Lee                |                   |
| 2007 | Mów do mnie (Talk to Me)                       | Kasi Lemmons             |                   |
| 2008 | Cud w wiosce Santa Anna (Miracle at St. Anna)  | Spike Lee                |                   |
| 2008 | Cadillac Records                               | Darnell Martin           |                   |
| 2009 | The Princess and the Frog                      | John Musker Ron Clements |                   |
| 2010 | Bunraku                                        | Guy Moshe                |                   |
| 2010 | Just Wright                                    | Sanaa Hamri              |                   |
| 2012 | Eskadra „Czerwone ogony” (Red Tails)           | Anthony Hemingway        |                   |
| 2014 | Black or White                                 | Mike Binder              |                   |
| 2015 | Chi-Raq                                        | Spike Lee                |                   |
| 2016 | The Comedian                                   | Taylor Hackford          |                   |
| 2018 | Czarne bractwo. BlacKkKlansman                 | Spike Lee                |                   |
| 2019 | Harriet                                        | Kasi Lemmons             |                   |
| 2020 | Pięciu braci (Da 5 Bloods)                     | Spike Lee                |                   |
| 2020 | Pewnej nocy w Miami... (One Night in Miami...) | Regina King              |                   |
| 2022 | Królowa Wojownik (The Woman King)              | Gina Prince-Bythewood    | [ 7 ]             |

Źródło: Filmweb, IMDb.

## Nagrody i wyróżnienia
- 2005 – Grammy w kategorii Best Jazz Instrumental Album, Individual or Group za płytę Illuminations
- 2008 – Grammy w kategorii Best Large Ensamble Album dla Terence Blanchard Quintet za płytę A Tale Of God’s Will (A Requiem For Katrina)
- 2009 – Grammy w kategorii Best Jazz Instrumental Solo za utwór Be-Bop
- 2010 – Grammy w kategorii Best Improvised Jazz Solo za utwór Dancin’ 4 Chicken
- 2019 – Grammy w kategorii Best Instrumental Composition za utwór Blut Und Boden (Blood And Soil)
- 2023 – Grammy w kategorii Best Opera Recording za operę Fire Shut Up In My Bones
- 2024 –  NEA Jazz Masters Award

Źródło: Recording Academy Grammy Awards.